# Apogonichthyoides pseudotaeniatus
Apogonichthyoides pseudotaeniatus és una espècie de peix pertanyent a la família dels apogònids.

## Descripció
- Pot arribar a fer 14 cm de llargària màxima.[5]

## Hàbitat
És un peix marí, associat als esculls i de clima tropical.

## Distribució geogràfica
Es troba des del mar Roig i el golf Pèrsic fins a Insulíndia i el Japó.

## Observacions
És inofensiu per als humans.